# Stahl und Menschen
Stahl und Menschen ist ein Dokumentarfilm des DEFA-Studios für Wochenschau und Dokumentarfilme von Hugo Hermann aus dem Jahr 1957. 

## Handlung
Das Anliegen dieses Films besteht darin, die Mitbestimmung der Arbeiter am Arbeitsplatz im Stahl- und Walzwerk Brandenburg, dem größten Stahlwerk der DDR zu zeigen. Das beginnt mit der morgendlichen Arbeitsbesprechung vor Schichtbeginn  und geht weiter in größeren Versammlungen, in denen auch mal ein Protokoll der Werkleitung über Unzulänglichkeiten in der Produktion ausgewertet wird. Hier stellt sich der Werkdirektor persönlich den Fragen und Meinungen der Stahlwerker. Es geht dabei um die Qualität des Stahls bei der Produktion in den Hochöfen und um die Vermeidung von Verlusten. Es geht darum, dass guter Stahl gekocht und abgegossen wird. 
Die Aufnahmen vom Produktionsalltag an den Öfen und beim Bändigen der glühenden Stahlschlangen bestimmen den größten Teil des Films. Dabei kommt man auch auf das Thema, dass fehlerhaftes Material die Belegschaft gefährdet, besonders in den Brandenburger Betriebsteilen, in denen noch mit veralteten Anlagen gearbeitet wird. Doch mit der neuen halbautomatischen Drahtwalzstraße soll die Produktion erhöht und die Sicherheit für die Arbeiter verbessert werden. Aber das problemlose Zusammenspiel von Mensch und Maschine ist noch nicht erreicht. Ein großer Teil der Arbeiter ist neu in dem ebenfalls neuen Betrieb. Es gibt noch gefährliche Pannen, bei denen man den Überblick nicht verlieren darf. Jedoch muss man über die Probleme und deren Ursachen sprechen und das machen die Arbeiter auch, ohne ein Blatt vor den Mund zu nehmen.
Mit den Verbesserungsvorschlägen der Kollegen werden Wege und Methoden gefunden, die Produktion zu verbessern und sicherer zu machen. Die Mitarbeiter des Technischen Büros stehen ihnen dabei mit Rat und Tat zur Seite. Sogar der geistige Vater des Brandenburger Stahl- und Walzwerkes, der Technische Direktor Friedrich Franz, auch einfach Papa Franz genannt, beschäftigt sich mit diesen Vorschlägen, die der Stabilisierung der Produktion und der Gesundheit der Beschäftigten dienen. Wenn sich Arbeiter und Maschinen eingespielt haben, wird das Werk weitestgehend problemlos produzieren können.

## Produktion und Veröffentlichung
Regisseur des Films war der, bei der DEFA mit einem Dauer-Honorarvertrag beschäftigte, gebürtige Österreicher Hugo Hermann.
Die Uraufführung des unter dem Arbeitstitel Walzwerker gedrehten Schwarzweißfilms Stahl und Menschen, fand am 22. März 1957 statt. Der Deutsche Fernsehfunk zeigte den Film am 5. März 1958 in seinem Vormittagsprogramm.